# Paul Madeley
Paul Edward Madeley (* 20. September 1944 in Leeds/Yorkshire, England; † 23. Juli 2018 ebenda) war ein englischer Fußballspieler. Der auf vielen Positionen einsetzbare Spieler stand in den 1960er und 1970er Jahren in der erfolgreichen Mannschaft von Leeds United und absolvierte zwischen 1971 und 1977 24 Länderspiele für die englische Fußballnationalmannschaft.

## Sportlicher Werdegang
Madeley war ein „Fußballspieler ohne Stammposition“. In seiner langen Karriere, die im Januar 1964 begann, bekleidete er alle Positionen mit Ausnahme des Torhüters. Der Trainer Don Revie nutzte Madeleys Vielseitigkeit und setzte ihn regelmäßig als Ersatzmann für einen verletzten oder gesperrten Spieler ein. Zunächst ließ er ihn hauptsächlich in der Defensive spielen. Die großen Vereinserfolge unter Revie konnten jedoch zumeist dann gefeiert werden, wenn Madeley die Offensive verstärkte.
Seit dem Jahr 1966 war Madeley dauerhaft in der Mannschaft von Leeds United vertreten. Er schoss ein entscheidendes Tor im Spiel gegen Juventus Turin, womit er maßgeblich am Gewinn des Messepokals beteiligt war. Dabei trug er sowohl das traditionelle Angreifertrikot mit der Nummer 8, mit dem später der Torjäger Allan Clarke große Bekanntheit erlangen sollte, als auch die Nummer 10, die gewöhnlich für offensive Mittelfeldspieler reserviert war. Im gleichen Jahr besiegte Leeds im Ligapokal den FC Arsenal im Wembley-Stadion mit 1:0. Während des Spiels trug Madeley die Nummer 9.
Madeley war auch bei seinen 31 Einsätzen in der Liga auf mehreren Positionen zu finden und half dem Verein 1969 beim Gewinn der englischen Meisterschaft. Im Jahr 1970 brach sich Paul Reaney kurz vor Ende der Saison das Bein. Madeley ersetzte ihn ab diesem Moment dauerhaft als rechten Außenverteidiger, als Leeds vergeblich versuchte, drei Wettbewerbe zu gewinnen. In der Meisterschaft musste sich die Mannschaft gegen den FC Everton geschlagen geben, unterlag Celtic Glasgow im Halbfinale des Europapokals der Landesmeister und im Wiederholungsendspiel des FA Cups gegen den FC Chelsea.
Die guten Vereinsleistungen Madeleys erweckten auch das Interesse des englischen Nationaltrainers Alf Ramsey, der ihn in den Kader für die WM 1970 in Mexiko aufnehmen wollte. Madeley hatte bis zu diesem Zeitpunkt lediglich als Teenager in den Nachwuchsmannschaften gespielt. Da er die Chance zum Einsatz zu kommen gering einstufte, lehnte er das Angebot ab. Madeley, der bis zu diesem Zeitpunkt noch nie in die englische Mannschaft berufen worden war, zog eine Erholungsphase nach der kräfteraubenden Saison vor. In der darauffolgenden Saison absolvierte Madeley seine Partien zumeist als klassische Nummer 11 in der Position des linken Flügelspielers und gewann mit seinem Team erneut im Sommer 1971 den Messepokal. Zudem gab er nun seinen Einstand für die englische Nationalmannschaft.
Auch im anschließenden Jahr verpasste Madeley kein Spiel, als Verletzungen und Sperren seiner Mannschaftskollegen seinen stetigen Einsatz erforderten. Der Verein verspielte jedoch am letzten Spieltag noch den Gewinn einer erneuten englischen Meisterschaft. Als sich Terry Cooper im April 1972 das Bein gebrochen hatte, vertrat Madeley ihn fortan als Linksverteidiger. Wie bereits vier Jahre zuvor, gewann er mit einem 1:0-Sieg gegen den FC Arsenal erneut den Ligapokal.
Revie besetzte die linke Abwehrseite mit dem Kauf von Trevor Cherry im Sommer 1972 neu und Madeley wechselte in das Zentrum der Defensive, da sich die Karriere von Jack Charlton dem Ende zuneigte. In der Rolle der Nummer 5 verlor er mit seiner Mannschaft im FA-Cup-Finale gegen den FC Sunderland. Nur wenige Wochen später wechselte er erneut auf die linke Außenstürmerposition, wo er im Endspiel des Europapokals der Pokalsieger gegen den AC Mailand verlor.
Leeds konnte im Jahr 1974 aber erneut die englische Meisterschaft gewinnen. Madeley verpasste dabei nur drei Ligaspiele. Im Sommer verließ Revie dann den Verein, um die englische Nationalmannschaft zu übernehmen. Leeds United erreichte noch das Finale im Landesmeisterwettbewerb, dass aber das letzte europäische Endspiel des Teams in den nächsten 21 Jahren sein sollte. Madeley fungierte als zentraler Abwehrspieler und bekleidete damit in seinem mittlerweile achten Pokalfinale die siebte unterschiedliche Position. Das Team verlor die Begegnung mit 0:2 gegen den FC Bayern München.
Die Mannschaft von Leeds United war mittlerweile deutlich in die Jahre gekommen und konnte in der Folgezeit keine nennenswerten Erfolge mehr feiern. Madeley blieb bis 1980 bei dem Klub und spielte vor allem 1977 eine überdurchschnittlich gute Saison. Als er nach 711 Spielen für Leeds United als Fußballer zurücktrat, eröffnete er in Leeds ein Sportgeschäft und arbeitete zudem im Familienbetrieb mit (einem Möbelgeschäft). Auf diesem hohen sportlichen Niveau hat es danach keinen weiteren Fußballspieler gegeben, der Erfolge auf derart verschiedenen Positionen feiern konnte.

## Erfolge
- Englischer Meister: 1969, 1974
- FA-Cup-Sieger: 1972
- Ligapokal-Sieger: 1968
- Messepokal-Sieger: 1968, 1971